# Оттон II Богатый
Оттон II Богатый (нем. Otto der Reiche; 1125 — 18 февраля 1190) — маркграф Мейсена с 1156 года из династии Веттинов. Сын Конрада Великого, маркграфа Мейсена в 1123 — 1156 годах. Прозвище Богатый появилось уже после смерти Оттона II. В его годы «Оттоном Богатым» называли дедушку его жены герцога Отто фон Балленштедта.

## Биография

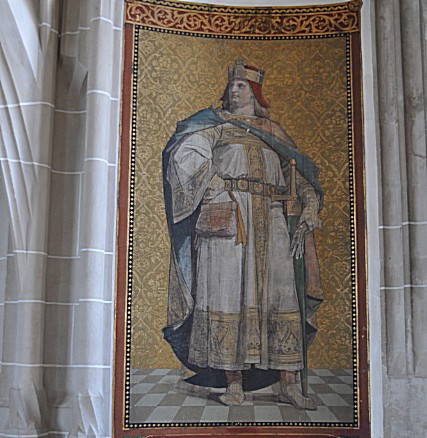

Перед своим отречением и уходом в монастырь Конрад I разделил свои владения. Оттон как старший сын получил основное владение — Мейсенскую марку. Его братья получили меньшие по размерам и значению территории: Лаузиц, замок Веттин и графство Гройч.
Начало правления Оттона II совпало с натиском саксонского герцога Генриха Льва на славянские земли и это привело к тому, что политически мейсенский маркграф всегда поддерживал Гогенштауфенов в их борьбе с Вельфами. Но на открытое противостояние с могущественным саксонским герцогом Оттон не решился и в основном занимался внутренним землеустройством и экономическими проблемами. В предгорье Рудных гор он поселял крестьян. Около 1165 года он пожаловал Лейпцигу первое в Мейсенской марке городское право. В 1176 году он основал в Лейпциге ныне широко известную церковь св. Николая.
В 1168 году недалеко от основанного женой Оттона II Гедвигой монастыря ордена цистерианцев Альтцелла (в окрестностях Носсена) были найдены месторождения серебряной руды, положившие начало его огромному состоянию. Неподалёку от месторождения в 1186 году был заложен самый значительный город горной Саксонии Фрайберг.
Последние годы правления Оттона были омрачены его открытым противостоянием со своим старшим сыном Альбрехтом Гордым. Вопреки существовавшим в Германии законам о ленных владениях, Оттон (по желанию своей жены) хотел сделать своим наследником младшего сына Дитриха. Это привело к открытому восстанию Альбрехта против отца. Альбрехт был арестован, но после вмешательства императора Фридриха Барбароссы Оттон II был вынужден его освободить. Распря эта прекратилась лишь со смертью Оттона 18 февраля 1190 года.

## Захоронение
Оттон II был похоронен в домовом монастыре Веттинов Альтцелла. В 1340 году маркграф Фридрих II Серьёзный перезахоронил останки в своей капелле, которая сгорела в 1599 году. В 1787 году курфюрст Фридрих Август III снова воздвиг капеллу в память о своих предках. И только в 1983 году надгробная плита Оттона Богатого вновь была установлена в месте его первоначального захоронения.